# جت میل

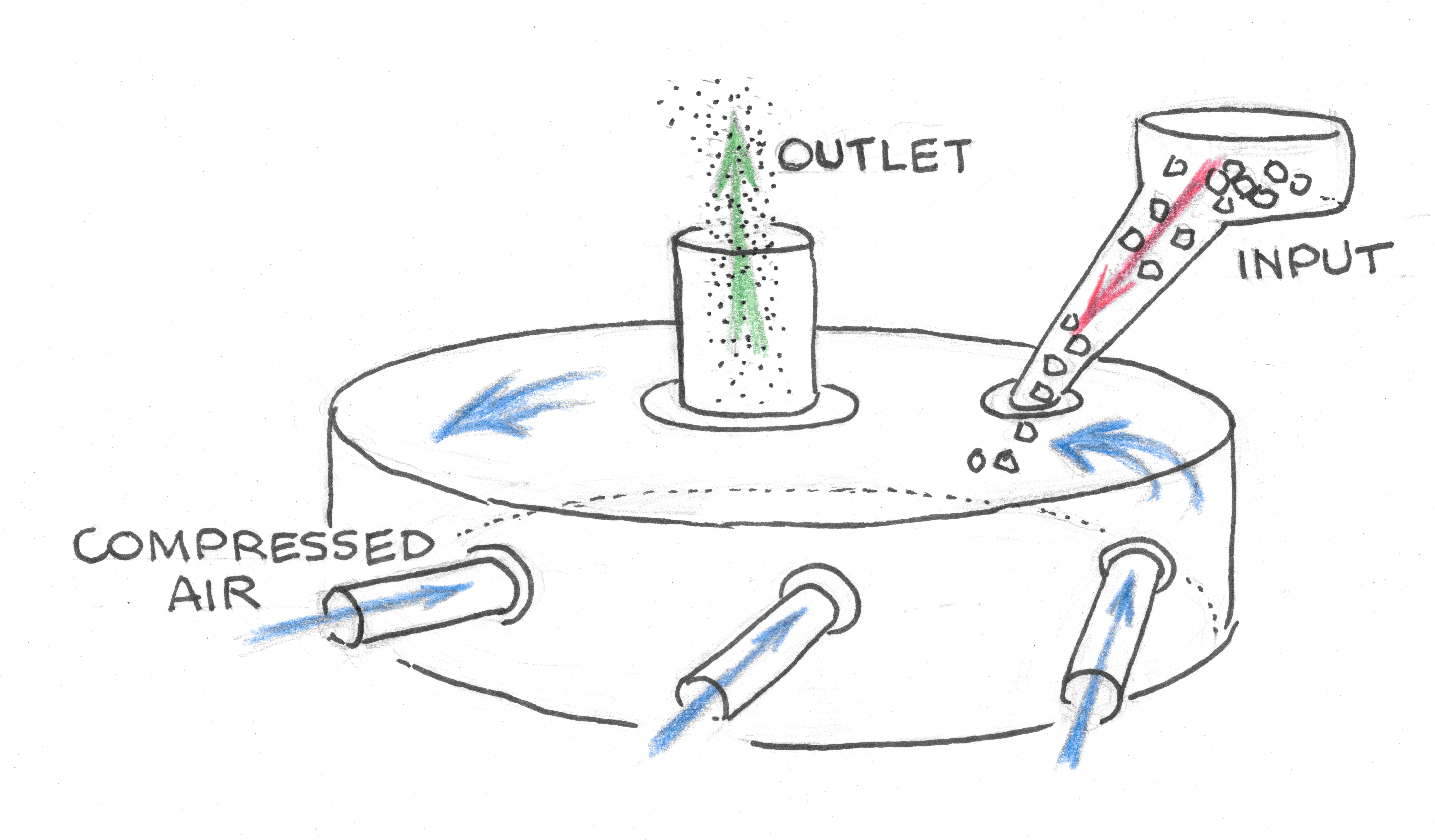
تصویرسازی از آسیاب جت. فلش قرمز، مواد ورودی به داخل جت میل را نشان میدهد. فلش های آبی هوای فشرده ای را نشان می دهند که بعد از ورود به آسیاب شروع به گردش داخل آن میکند. فلش سبز ذرات کوچک را که از آسیاب خارج می شوند را نشان می دهد.

آسیاب جت فرایند خردایش  مواد را با استفاده از هوای فشرده با شتاب بالا خرد میکند، به این ترتیت که هوا با ورود به داخل آسیاب باعث برخورد ذرات با یکدیگر می شوند و مواد خرد میشوند، جت میل را می شود به نحوی طراحی کرد که ذرات تا زیر یک حد مشخص خرد شده و از خروجی خارج شوند و در عین حال ذرات درشتر به خرد شدن ادامه دهند. ذراتی که از خروجی خارج می شوند با جداسازی سیکلونی و غبارگیر از جریان گاز یا هوا  جدا می شوند. 

## اندازه ذرات
آسیاب جت از یک استوانه کوتاه تشکیل شده است ، به این معنی که ارتفاع استوانه کمتر از قطر آن است. گاز فشرده شده از طریق نازل های مماس به دیواره سیلندر وارد آسیاب می شود. این طرز ورود هوای فشرده باعث ایجاد گرداب می شود. گاز از آسیاب را  از طریق یک لوله در امتداد محور استوانه ترک می کند . ذرات جامد در آسیاب تحت دو نیروی مخالف هم قرار دارند: 
1. نیروی گریز از مرکز ایجاد شده توسط ذرات  که دایره وار میچرخند.
2. نیروی مایل به مرکز ایجاد شده توسط نیروی کشش  حرکت گاز از نازل های به درون سیلندر به دور دیواره و به طرف مرکز به سوی قسمت خروجی.

جریان گذشته از یک ذره جامد در واکنش به نیروی گریز از مرکز: جریان خطوط ، نیروی کشش F _{d} و نیروی ایجاد شده توسط گرانش و یا نیروی گریز از مرکز F _{G.} F _{د} نقاط به سمت مرکز آسیاب، و نقاط F _{G} به سمت دیوار.

بر اساس فرمول قانون استوکس ، نیروی درگ روی ذرات کوچک کمتر از ذرات بزرگتر است. 
{\displaystyle V={\frac {2}{9}}{\frac {\left(\rho _{p}-\rho _{f}\right)}{\mu }}g\,R^{2}} ،
V سرعت تهنشینی جریان (m/s) (بصورت عمودی به سمت پائین است اگر چگالی ذرات بزرگتر از چگالی سیال باشد و بصورت عمودی به سمت بالا است اگر چگالی ذرات کوچکتر از چگالی سیال باشد. ρp چگالی ذرات بر حسب کیلوگرم بر متر مکعب و  ρf چگالی سیال برحسب کیلوگرم بر متر مکعب می باشد. μ ویسکوزیتی دینامیکی برحسب کیلوگرم بر متر در ثانیه است. R شعاع ذرات گرد/کروی می باشد.
فرمول نشان می دهد که ذرات با توجه به مربع (توان 2) شعاع یا قطر آنها به سمت دیواره آسیاب کشیده می شوند. ذرات بزرگ به فرایند پودر شوی  ، تا زمانی که به اندازه کافی ریز بشوند تا در در مرکز آسیاب جایی که خروجی قرار دارد منتقل شوند. 

## پارامترهای معمول
- قطر آسیاب: از 0.05 متر تا 1 متر
- فشار گاز: 8  بار (120 PSI) و بالاتر
- اندازه ذرات نهایی: متفاوت بسته به خواص مواد.